# Xinesos a Espanya
Els xinesos a Espanya (en xinès 西班牙華人) és el resultat del moviment migratori de ciutadans de la República Popular de la Xina cap al Regne d'Espanya. Constitueix la quarta comunitat més nombrosa de xinesos residents en el continent europeu i una de les més grans que s'ha disseminat per tot el territori nacional. Cal destacar que al voltant del 70% de tots els immigrants xinesos que viuen a Espanya provenen de la regió xinesa de Zhejiang.

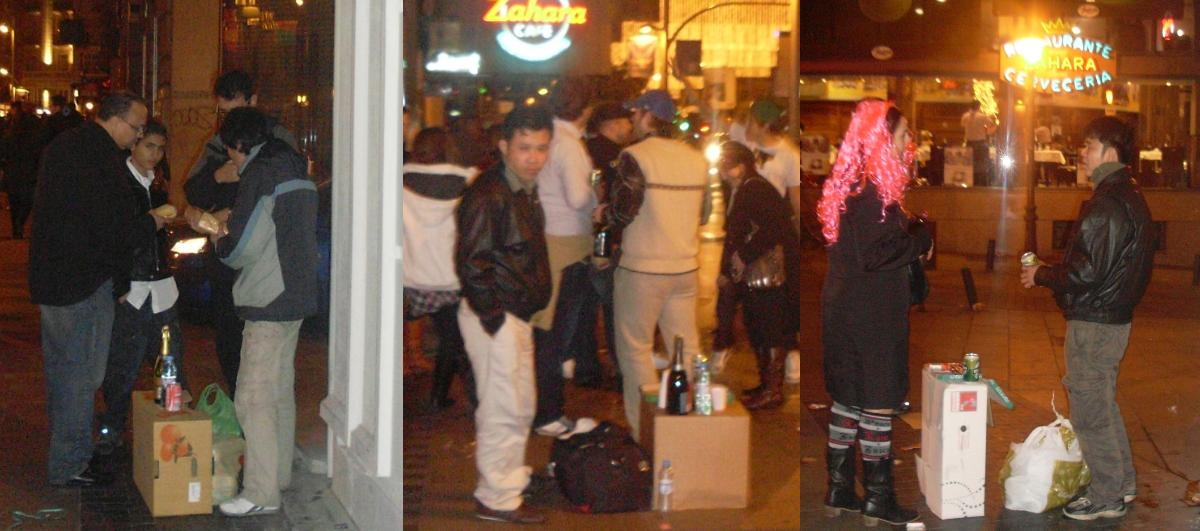
Xinesos als carrers de Madrid

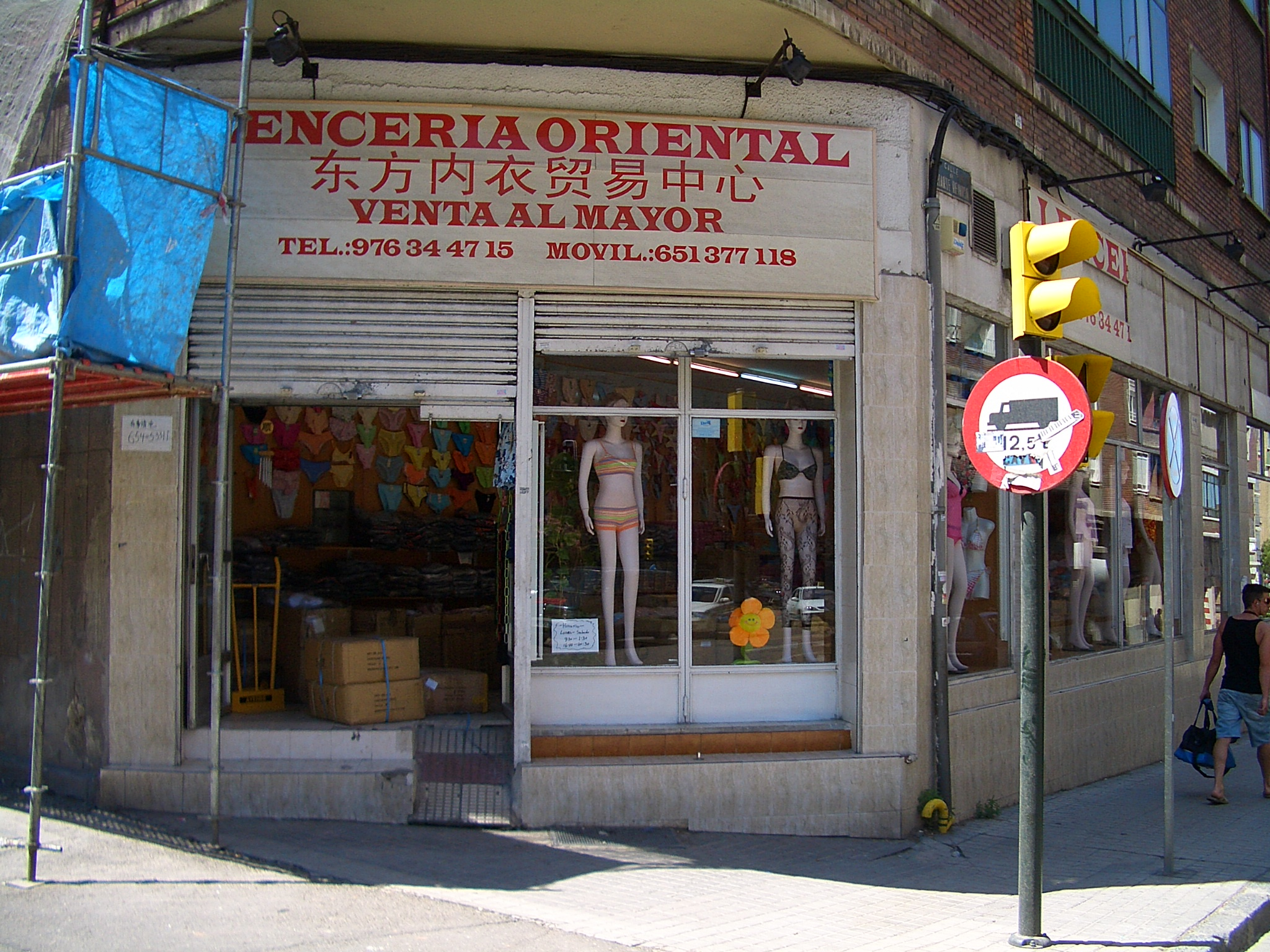
Una botiga de roba a l'engròs xinesa a Saragossa. El signe està en caràcters simplificats, que indica un origen relativament recent (i basat en RPC) de la comunitat xinesa local.

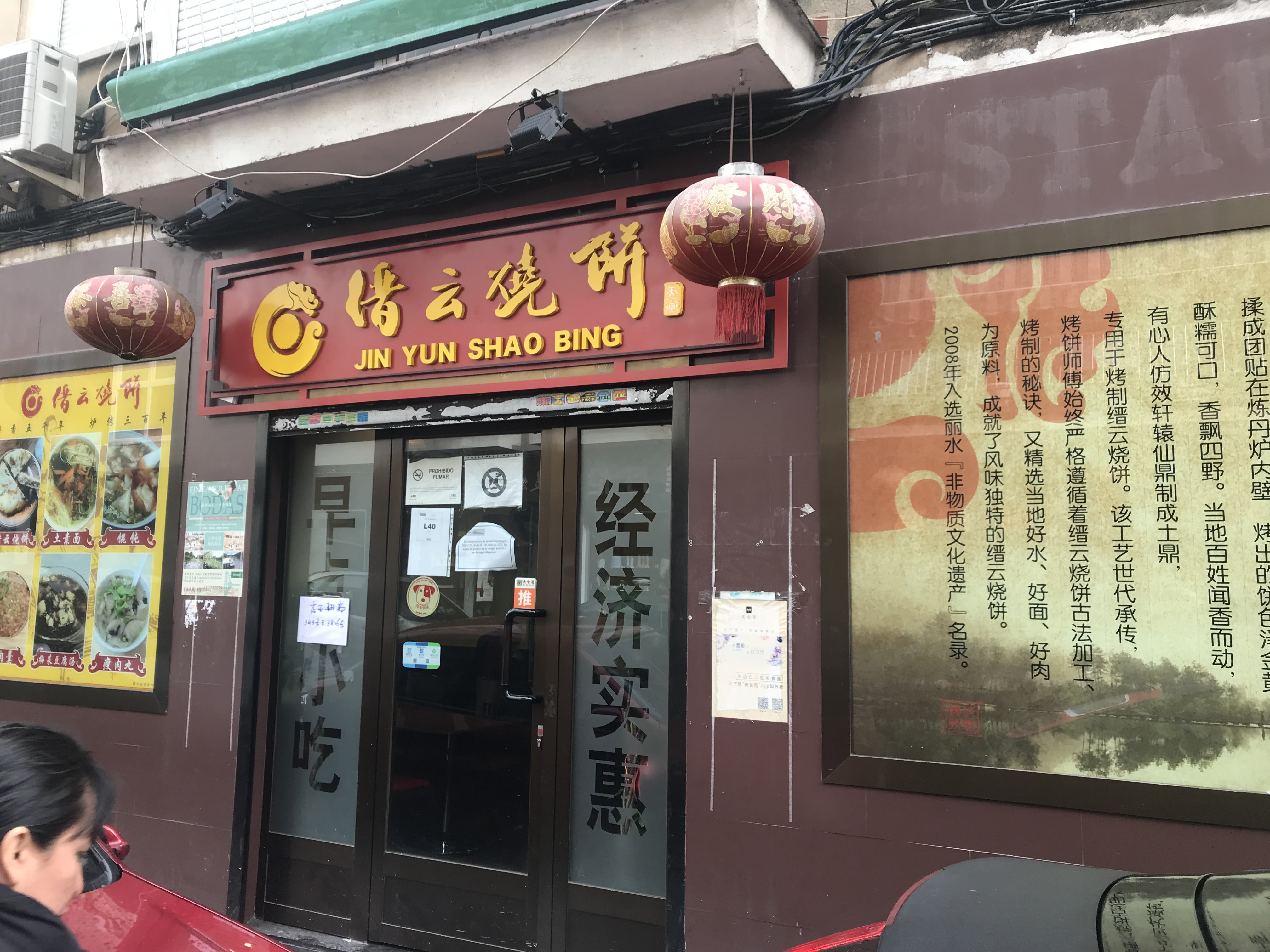
Restaurant xinès a Usera (Madrid), la "Chinatown" de la capital.

## Història de la migració
Les primeres arribades registrades de xinesos a Espanya daten de finals del segle XVI. Bernardino de Escalante al seu Discurso de la navegación (un dels primers llibres europeus sobre la Xina, publicat en 1577) diu que entre les seves fonts d'informació estaven "els xinesos mateixos, que van venir a Espanya ("de los mesmos naturales Chinas que an venido à España"). Juan González de Mendoza a la seva Historia de las cosas más notables, ritos y costumbres del gran reyno de la China, va escriure que el 1585 "tres mercaders de la Xina" arribaren a Mèxic "y no permanecieron hasta llegar a Spaine ya otros reinos más alejados".
Un cas legal va ser presentat davant del Consell d'Índies en la dècada de 1570, en el qual van participar dos xinesos de Sevilla, un d'ells lliure, Esteban Cabrera, i l'altre un esclau, Diego Indio, contra Juan de Morales, propietari de Diego. Diego va demanar a Esteban que donés testimoniatge com a testimoni en nom seu. Diego va recordar que va ser portat com a esclau per Francisco de Casteñeda des de Mèxic, a Nicaragua, després a Lima al Perú, després a Panamà, i finalment a Espanya via Lisboa, sent encara nen. Esteban va atestar que coneixia Diego com un noi a Limpoa (Liampó, el nom portuguès de Ningbo, una ciutat xinesa a Zhejiang), que ell va afirmar ser part de les Índies colonials espanyoles. Aquesta era una afirmació falsa ja que Liampo no estava sota el domini espanyol, i s'especula que Esteban i Diego van mentir sobre això per a ajudar a Diego a guanyar la seva llibertat, jugant en el fet que els espanyols que portaven el cas ignoraven els assumptes asiàtics d'Espanya. Va funcionar al seu favor i al juliol de 1575 el Consell va emetre un siding governant amb Diego. Juana de Castañeda també va atestar en nom de Diego, al·legant que va conèixer a Diego a Lima i també es va casar amb Esteban durant la prova. Juana era una dona nativa de Lima. Juana tenia al voltant de 40 anys quan va atestar en nom de Diego en 1572. Una altra indígena de Panamà, Isabel García també va atestar a favor de Diego, dient que ella el coneixia mentre estava al Panamà. El testament d'Esteban datat el 15 de març de 1599 va deixar la seva propietat a la seva filla Francisca de Altamira ja el seu espòs Miguel de la Creu que era sastre i probablement xinesos com Esteban. Una família de sastres va ser iniciada per Esteban.
Alguns esclaus xinesos van acabar a Espanya després de ser portats a Lisboa a Portugal i venuts quan eren nens. Tristán de la China era un xinès que va ser pres com a esclau pels portuguesos, mentre encara era un nen i en la dècada de 1520 va ser obtingut per Cristobál d'Haro a Lisboa, i portat a viure a Sevilla i Valladolid. Se li va pagar pel seu servei com a traductor a l'expedició Loaísa de 1525, durant la aual encara era un adolescent. Els supervivents, inclòs Tristán, van naufragar durant una dècada fins a 1537 quan van ser retornats per un vaixell portuguès a Lisboa. Els registres del 7 de maig de 1618 mostren que a Hernando de los Ríos Coronel se li va permetre portar de les Filipines a Espanya dos esclaus xinesos, Cosme i Juan de Terrenate, que estava casat amb una dona anomenada Manuela. iversos asiàtics es van aprofitar de les lleis que exigeixen que l'Estat espanyol pagués pel seu retorn a la seva pàtria després de ser traficat il·legalment a Espanya. Un xilè nomenat Juan Castelindala Moreno va sol·licitar ser enviat a casa el 1632.
Els esclaus asiàtics enviats des de les Filipines espanyoles als galeons de Manila-Acapulco a Acapulco a la Nova Espanya (Mèxic) van ser anomenats "Chino", que en realitat eren d'origen divers, incloent japonesos, malais, javanesos, timorencs... I les persones de Bengala, l'Índia, Ceilan, Makassar, Tidore, Terenate i Xinès.- La gent d'aquesta comunitat de diversos asiàtics a Mèxic fou anomenada "los indios chinos" pels espanyols. La majoria d'aquests esclaus eren homes i es van obtenir de comerciants d'esclaus portuguesos que els van obtenir de les possessions colonials portugueses i els llocs avançats de l'Estat de l'Índia, que incloïen parts de l'Índia, Bengala, Malacca, Indonèsia, Nagasaki al Japó i Macau. Alguns espanyols van portar temporalment alguns d'aquests esclaus Xinesos a Espanya des de Mèxic, on posseir i mostrar a un esclau xinès demostrava una classe alta ja que els aristòcrates espanyols van veure als seus esclaus xinesos com a fascinants símbols de moda de la classe. Una dona espanyola, Doña María de Quesada y Figueroa, de Nova Espanya, posseïa un home xinès nascut a la Xina, anomenat Manuel, que abans de ser esclau d'ella va ser pres de Nova Espanya per a ser exhibit a Sevilla fins que va ser retornat a Nova Espanya per a ser donat a Sr. María per a servir com a esclau, pel fill de la dona, doctor Sr. Juan de Quesada, el 1621. Registres de tres esclaus japonesos del segle xvi, Gaspar Fernandes, Miguel i Ventura, que van acabar a Mèxic, van mostrar que van ser comprats per comerciants d'esclaus portuguesos al Japó, portats a Manila des d'on van ser enviats a Mèxic pel seu amo Pérez. Alguns d'aquests esclaus asiàtics també van ser portats a Lima al Perú, on hi havia una petita comunitat d'asiàtics incloent xinesos, japonesod i malais.

## Demografia
Segons el cens de 2003, només l'1,8% dels xinesos residents a Espanya tenia més de 65 anys, una xifra molt baixa comparada amb el 7% de la població de la República Popular de la Xina i el 17,5% d'Espanya; el 17 % tenia menys de 15 anys. Com a resultat de la baixa proporció de persones majors, a més de les llargues jornades de treball i l'estat il·legal d'alguns, els xinesos usen els serveis mèdics molt menys que altres grups ètnics a Espanya.
| Gràfica d'evolució de Xinesos a Espanya entre 1998 i 2020 |
|                                                           |

Quan a distribució geogràfica, els principals centres d'immigració xinesa són:
- Comunitat de Madrid ≈ 63.549 hab.
- Província de Barcelona ≈ 54.642 hab.
- Província de València ≈ 14.451 hab.
- Província d'Alacant ≈ 9.935 hab.
- Província de Màlaga ≈ 8.485 hab.
- Província de Las Palmas ≈ 5.992 hab.

## Religió
El 2014 es va obrir el Temple Taoista de Barcelona per la comunitat xinesa local, patrocinat pel sacerdot taoista Liu Zemin, descendent de la 21a generació de poeta, soldat i el profeta Liu Bo Wen (1311-1375). El temple, situat al districte de Sant Martí i inaugurat amb la presència del cònsol de la República Popular Xina Qu Chengwu, consagra 28 divinitats de la província de la Xina d'on provenen la majoria dels xinesos de Barcelona.

## Victimització
El setembre de 2004, les protestes a Elx per les sabates barates importades de la Xina que socavaven els mercats locals de sabates van provocar la crema d'un magatzem de sabates de propietat xinesa. La delinqüència és un problema a la comunitat xinesa a causa de les tríades, que estan implicades en el tràfic de persones i l'extorsió dels empresaris xinesos. Tanmateix, les Tríades no s'han establert com a distribuïdores de drogues a causa de la competència d'altres grups.

## Personatges rellevants
Entre la població espanyola d'ètnia xinesa (ètnia han?) es troben persones destacades per diferents temes, per exemple:
- He Zhi Wen: jugador olímpic de tennis de taula als JJOO de Londres en 2012.
- Shen Yanfei: jugadora olímpica de tennis de taula als JJOO de Pequín en 2008.
- Gao Ping: empresari.
- Chen Xiangwei: hostaler conegut per simpatitzar amb el falangisme.
- Yong Li: concursant de programes de telerealitat.